# ورزشگاه مرکزی کراسنویارسک
ورزشگاه مرکزی کراسنویارسک (به لاتین: Central Stadium) یک ورزشگاه در روسیه است که در کراسنویارسک واقع شده‌است.